# 海王星战士
《海王星战士》（サイコアーマー ゴーバリアン）是东京电视台系1983年7月6日至同年12月28日全26話放送的日本电视动画。
香港稱為超能裝甲哥巴里安(名稱出自面書專頁~超音的動漫特攝).

## 故事
反对外星人侵略地球的（ゼクー泽古·ア阿鲁巴ルバ）和他的宠物（奥鲁顿）想帮助地球人，所以他在地球召集一群有超能力者，用他们的超能力加上他造的机器人与外星人抗争，机器人也用超能力控制，且在用超能力时眼睛会发光。